# Virtuti militari
Орден «Virtuti militari» (орден военный Virtuti Militari (в переводе с лат. — «Военной доблести»), пол. Order Wojenny Virtuti Militari) — польский военный орден, вручаемый за выдающиеся боевые заслуги. Учреждён последним королём Речи Посполитой Станиславом Августом Понятовским 22 июня 1792 года в честь победы над русскими войсками в битве под Зеленцами во время русско-польской войны 1792 года, упразднён в том же году самим королём по политическим мотивам. После разделов Речи Посполитой орден действовал в Варшавском герцогстве. Во время существования Царства Польского назывался «Польский военный орден (пол. Order Wojskowy Polski)», после восстановления независимости Польши в 1919—1933 годах назывался «Войсковой орден Virtuti Militari (пол. Order Wojskowy Virtuti Militari)». Вручается только во время войны или в пятилетний срок после её окончания президентом республики по представлению капитула ордена: исключением является награждение гражданина Израиля Иона Дегена (в 1944 году его танк пришёл на помощь частям Армии Крайовой в Вильнюсе). В мирное время для награждения военнослужащих, отличившихся в зарубежных военных операциях (Ирак, Афганистан) используется орден Военного креста (пол. Order Krzyża Wojskowego), учреждённый в 2006 году.

## История ордена

### Речь Посполитая
После победы в битве под Зеленцами 18 июня 1792 года командующий Коронного войска князь Юзеф Понятовский составил для короля доклад, в котором ратовал за введение нового военного ордена. Король Станислав Август поддержал эту инициативу, так как и сам имел подобные намерения. Орден был учреждён 22 июня 1792 года, а уже 25 июня в Остроге состоялось награждение 15 отличившихся в битве офицеров и солдат, которые составили первый состав капитула ордена.
Орден имел два класса:
- Золотая медаль — для генералов и офицеров;
- Серебряная медаль — для унтер-офицеров и солдат.

Вероятно, в конце августа — начале сентября 1792 года, когда князь Юзеф Понятовский вернулся в Варшаву, был создан устав ордена, основанный на уставе австрийского Военного ордена Марии-Терезии, а форма ордена была изменена со звезды на крест. Орден был разделен на пять классов, которые сохранилось до наших дней:
- I класс — Большой крест со звездой;
- II класс — Командорский крест;
- III класс — Рыцарский крест;
- IV класс — Золотая медаль, с 1807 года — Золотой крест;
- V класс — Серебряная медаль, с 1807 года — Серебряный крест.

Лента ордена — муаровая с тремя полосами, синей посередине и двумя чёрными по краям, шириной в 110 миллиметров, носилась через правое плечо. Звезда ордена — серебряная восьмиконечная с расположенным на ней по центру крестом, носилась на левой стороне груди. Знак ордена — крест чёрной эмали, имел в центре изображение орла, окружённого венком, на концах креста — разделённые на части слова девиза «Virtuti Militari». На оборотной стороне на концах креста латинские буквы SARP (от лат. Stanislaus Augustus Rex Poloniae — Станислав Август, король Польши) и в центре — герб Великого княжества Литовского  «Погоня», под ним дата — «1792».
В соответствии с уставом орден вручался решением капитула, состав которого формировался из кавалеров ордена в порядке присвоения. В первый состав капитула вошли 15 кавалеров, получивших орден за доблесть, проявленную в битве под Зеленцами:
- Генерал-лейтенант князь Юзеф Понятовский;
- Генерал-лейтенант Тадеуш Костюшко;
- Генерал-майор Михал Вельгорский;
- Генерал-майор Станислав Мокроновский;
- Бригадир князь Евстахий Эразм Сангушко;
- Полковник Юзеф Понятовский[пол.];
- Полковник Михал Хоментовский[пол.];
- Генерал-майор Юзеф Зайончек;
- Майор Юзеф Хоментовский[пол.];
- Майор Николай Оппельн-Брониковский;
- Майор Юзеф Щутовский[пол.];
- Подполковник Людвик Каменецкий;
- Поручик Михал Цихоцкий;
- Поручик Людвиг Метзель[пол.];
- Шеф эскадрона Бартоломей Гижицкий.

После перехода короля на сторону Тарговицкой конфедерации 29 августа 1792 года орден был отменён, а его ношение запрещено. 23 ноября 1793 года Гродненский сейм восстановил орден, но уже 7 января 1794 года по требованию русской императрицы Екатерины II Станислав Август не только объявил о запрещении ордена, но даже потребовал возвращения награждёнными выданных им ранее патентов и знаков. В 1793 и 1795 годах территория Речи Посполитой окончательно была разделена между Австрией, Пруссией и Россией.

### Герцогство Варшавское
26 декабря 1806 года орден был восстановлен саксонским королём Фридрихом Августом I, который приняв в 1807 году титул герцога Варшавского и изменил название ордена на «Военный орден герцогства Варшавского (пол. Order Wojskowy Księstwa Warszawskiego)». Медали ордена IV и V классов были заменены золотым и серебряным крестами. В 1808 году по требованию русского императора Александра I на обратной стороне знака ордена изображение герба «Погоня» было заменено латинским девизом «REX et PATRIA (Король и Отечество)».
Награждённая в 1809 году серебряным крестом ордена Virtuti Militari V класса сержант 4 роты 2 батальона 2-го пехотного полка Легионов Йоанна Жубр стала первой женщиной, награждённой орденом Virtuti Militari.

### Царство Польское(Российская империя)
Когда в 1815 году решением Венского конгресса было создано Царство Польское, царём которого стал Александр I, утвердивший статут ордена, в соответствии с которым он получил название «Польский военный орден (пол. Order Wojskowy Polski)». До 1820 им награждали участников Отечественной войны 1812 года и Заграничных походов 1813—1814 годов.
Во время Польского восстания 1830—1831 годов Сейм 19 февраля 1831 года вернул ордену первоначальное название и восстановил его знаки образца 1792 года, которыми награждались участники восстания. Золотым крестом восстановленного ордена Virtuti Militari № 1 был награждён полковник Пётр Высоцкий. За участие в восстании серебряным крестом ордена Virtuti Militari награждены две женщины — помощник старшего хирурга 10-го полка линейной пехоты Юзефа Ростоковская и кадет 1-го Августовского кавалерийского полка Барбара Бронислава Чарновская.
12 января 1832 (31 декабря 1831) года император Николай I произвёл награждение участников подавления восстания «Польским знаком отличия за военное достоинство», который фактически являлся орденом Virtuti Militari с тем же статутом — российский император как царь Польский имел полное право награждать этим орденом. Сама награда, в отличие от орденов Белого орла и Святого Станислава, не была включена в наградную систему России. Даже большой крест, высшая степень, этого знака отличия считался ниже любого из русских орденов. Представления на награждения знаком отличия принимались по 1 января 1843 года.  Награждений за другие отличия им больше не производилось. Только в 1857 году «Польский знак отличия за военное достоинство» был приравнен к русским медалям и стал носиться в одном ряду с ними, по времени пожалования.

### После восстановления независимости
Орден восстановлен указом Сейма Польской Республики от 1 августа 1919 года под названием «Войсковой орден Virtuti Militari (пол. Order Wojskowy Virtuti Militari)» со статутом 1792 года. Для IV и V классов сохранены изменения 1807 года. Латинский девиз «REX et PATRIA» заменён польским «HONOR I OJCZYZNA (Честь и Родина)».
1 января 1920 года создан специальный капитул ордена:
- Маршал Польши Юзеф Пилсудский;
- Генерал брони Юзеф Халлер;
- Генерал-поручик Вацлав Ивашкевич-Рудошанский;
- Генерал-подпоручик Ян Ромер;
- Генерал-подпоручик Болеслав Ройя[пол.];
- Генерал-подпоручик Эдвард Рыдз-Смиглы
- Генерал-подпоручик Францишек Латиник;
- Полковник Мечислав Кулинский[пол.];
- Полковник Станислав Скржинский;
- Майор Мечислав Мацкевич[пол.];
- Капитан Анджей Копа[пол.];
- Капитан Адам Коц[пол.].

25 марта 1933 года принят новый устав ордена, название было изменено на «Орден военный Virtuti Militari (пол. Order Wojenny Virtuti militari)».
Изображение ордена Virtuti Militari помещено на нижнем луче лицевой стороны Креста Обороны Львова.
Цвета ленты ордена Virtuti Militari получил учреждённый 14 июля 1920 года «Почётный знак за ранения и контузии».
Награждённый золотым крестом ордена Virtuti Militari Антоний Пурталь стал первым гражданским лицом, награждённым орденом Virtuti Militari.
После немецкого нападения на Польшу и её оккупации, приказом премьер-министра Правительства в изгнании генералом брони Владислава Сикорского орден восстановлен, в соответствии с уставом 1933 года, для награждения военнослужащих Войска Польского в эмиграции и участников антифашистского подполья в Польше. Также, серебряным крестом ордена награждались иностранные союзники по Антигитлеровской коалиции.
11 ноября 1943 года командующий 1-го корпуса Польских вооружённых сил в СССР генерал дивизии Зыгмунд Берлинг издал приказ о награждении серебряным крестом ордена Virtuti Militari 16 военнослужащих 1-й польской пехотной дивизии имени Тадеуша Костюшко за отличие в битве под Ленино. Орден начали изготавливать на Московском штамповочно-механическом заводе (МШМЗ) в Щербинке. Первоначально на знаке ордена был изображён орёл, держащий в лапах скипетр и державу. Из 215 знаков ордена данного типа Союзу польских патриотов для награждения было выдано 39 экземпляров, остальные 176 так и остались не вручёнными. Всего на МШМЗ был изготовлен 4871 серебряный крест ордена Virtuti Militari.
22 декабря 1944 года декретом Польского комитет национального освобождения орден включён в наградную систему Народной Польши для награждения военнослужащих Народного Войска Польского и Красной армии, бойцов Армии Людовой, только серебряным крестом, а также иностранных союзников по Антигитлеровской коалиции.
Положением Сейма ПНР от 17 февраля 1960 года о наградах и знаках отличия уточнены критерии награждения орденом.
Актом Сейма Республики Польша от 16 октября 1992 года «О государственных наградах» орден Virtuti Militari включён наградную систему современной Польши.

## Знаки ордена
| I класс Большой крест со звездой | II класс Командорский крест | III класс Рыцарский крест | IV класс Золотой крест | V класс Серебряный крест |
| -------------------------------- | --------------------------- | ------------------------- | ---------------------- | ------------------------ |
|                                  |                             |                           |                        |                          |
|                                  |                             |                           |                        |                          |

## Статистика награждённых
| Звание                                          | Имя кавалера ордена     |
| II степень — 1 кавалер                          | II степень — 1 кавалер  |
| ----------------------------------------------- | ----------------------- |
| Генерал-лейтенант                               | Юзеф Понятовский (1792) |
| III степень и золотая медаль — 86 кавалеров     |                         |
| III степень и серебряная медаль — 439 кавалеров |                         |
| Всего — 526 кавалеров                           |                         |

| Звание                     | Имя кавалера ордена                         |
| I степень — 2 кавалера     | I степень — 2 кавалера                      |
| -------------------------- | ------------------------------------------- |
| Генерал и Маршал Франции   | Юзеф Понятовский (25 февраля 1809)          |
| Маршал Франции             | Луи Николя Даву (17 апреля 1809)            |
| II степень — 10 кавалеров  |                                             |
| Генерал дивизии            | Юзеф Зайончек (1 февраля 1808)              |
| Генерал дивизии            | Ян Генрик Домбровский (6 марта 1808)        |
| Генерал бригады            | Станислав Фишер (22 августа 1809)           |
| Генерал бригады            | Михал Сокольницкий (22 августа 1809)        |
| Генерал бригады            | Александр Рожнецкий (22 августа 1809)       |
| Генерал бригады            | Юзеф Хлопицкий (26 ноября 1810)             |
| Генерал дивизии            | Кароль Княжевич (17 ноября 1812)            |
| Генерал бригады            | Амилькар Антоний Косинский (17 ноября 1812) |
| Генерал бригады            | Людвик Михал Пац (1 октября 1813)           |
| Генерал бригады            | Николай Оппельн-Брониковский                |
| III степень — 504 кавалера |                                             |
| IV степень — 923 кавалера  |                                             |
| V степень — 1130 кавалеров |                                             |
| Всего — 2569 кавалеров     |                                             |

| Звание                 | Имя кавалера ордена    |
| Всего — 1213 кавалеров | Всего — 1213 кавалеров |
| ---------------------- | ---------------------- |

| Звание                      | Имя кавалера ордена    |
| II степень — 1 кавалер      | II степень — 1 кавалер |
| --------------------------- | ---------------------- |
| Генерал дивизии             | Ян Скржинецкий         |
| III степень — 105 кавалеров |                        |
| IV степень — 1794 кавалера  |                        |
| V степень — 1963 кавалера   |                        |
| Всего — 3863 кавалера       |                        |

| Звание                                     | Имя кавалера ордена                                                |
| I степень — 6 кавалеров                    | I степень — 6 кавалеров                                            |
| ------------------------------------------ | ------------------------------------------------------------------ |
| Маршал Франции, Фельдмаршал, Маршал Польши | Фердинанд Фош (15 апреля 1923)                                     |
| Маршал Польши                              | Юзеф Пилсудский (14 июня 1923)                                     |
| Король Румынии                             | Фердинанд I (21 июня 1923)                                         |
| Король Бельгии                             | Альберт I (12 декабря 1923)                                        |
| Король Югославии                           | Александр I (12 декабря 1923)                                      |
| Король Италии                              | Виктор Эммануил III (12 декабря 1923)                              |
| II степень — 19 кавалеров                  |                                                                    |
| Маршал Польши                              | Юзеф Пилсудский                                                    |
| Маршал Польши                              | Эдвард Рыдз-Смиглы                                                 |
| Генерал дивизии                            | Станислав Халлер                                                   |
| Генерал брони                              | Тадеуш Розвадовский                                                |
| Генерал брони                              | Зыгмунт Жилинский                                                  |
| Генерал дивизии                            | Ян Ромер                                                           |
| Генерал брони                              | Станислав Шептицкий                                                |
| Генерал брони                              | Вацлав Ивашкевич-Рудошанский                                       |
| Генерал армии                              | Максим Вейган                                                      |
| Генерал брони                              | Люциан Желиговский (19 декабря 1923)                               |
| Генерал брони                              | Владислав Сикорский (19 декабря 1923)                              |
| Генерал брони                              | Казимеж Соснковский (19 декабря 1923)                              |
| Генерал дивизии                            | Леонард Скерский (19 декабря 1923)                                 |
| Маршал Японской империи                    | Оку Ясуката (13 марта 1925)                                        |
| Маршал Японской империи                    | Кавамура Кагэаки (13 марта 1925)                                   |
| Маршал Италии                              | Армандо Диас (13 марта 1925)                                       |
| Маршал Италии                              | Эммануил Филиберт Савойский, герцог Аостский (13 марта 1925)       |
| Генерал-лейтенант                          | Виктор Эммануил Савойский-Аостский, граф Туринский (13 марта 1925) |
| Генерал армий                              | Джон Першинг (17 июля 1925)                                        |
| III степень — 14 кавалеров                 |                                                                    |
| Генерал дивизии                            | Густав Пашкевич                                                    |
| Генерал дивизии                            | Стефан Доб-Бернацкий                                               |
| Генерал бригады                            | Зыгмунт Пясецкий                                                   |
|                                            | 11 иностранцев                                                     |
| IV степень — 51 кавалер                    |                                                                    |
| Генерал дивизии                            | Густав Пашкевич                                                    |
| Генерал дивизии                            | Стефан Доб-Бернацкий                                               |
| Генерал бригады                            | Зыгмунт Пясецкий                                                   |
| Подполковник                               | Казимеж Рыбицкий                                                   |
| Старший сержант                            | Казимеж Сипика                                                     |
| Сержант                                    | Станислав Якубович                                                 |
| Ротмистр                                   | Станислав Радзивилл (посмертно)                                    |
|                                            | Антоний Пурталь                                                    |
|                                            | 43 иностранца                                                      |
| V степень — 8300 кавалеров                 |                                                                    |
|                                            | 1800 посмертно                                                     |
|                                            | 187 иностранцев                                                    |
| Всего — 8390 кавалер                       |                                                                    |

| Звание                     | Имя кавалера ордена                           |
| II степень — 5 кавалеров   | II степень — 5 кавалеров                      |
| -------------------------- | --------------------------------------------- |
| Генерал брони              | Владислав Андерс (1945)                       |
| Генерал дивизии            | Тадеуш Коморовский (1947)                     |
| Генерал брони              | Михал Токаржевски-Карашевич (1959)            |
| Генерал бригады            | Францишек Клееберг (1970, посмертно)          |
| Генерал бригады            | Виктор Томмэ (1970, посмертно)                |
| III степень — 14 кавалеров |                                               |
| Генерал брони              | Владислав Андерс (1944)                       |
| Генерал брони              | Станислав Мачек (1944)                        |
| Генерал дивизии            | Бронислав Дух (1944)                          |
| Генерал дивизии            | Тадеуш Кутшеба (1947)                         |
| Генерал бригады            | Францишек Клееберг (1947, посмертно)          |
| Генерал бригады            | Антоний Хрусьцель (1948)                      |
| Генерал бригады            | Оттокар Бжоза-Бжезина (1970, посмертно)       |
| Генерал бригады            | Станислав Грцмот-Скотницкий (1970, посмертно) |
| Генерал бригады            | Зыгмунт Подгорский (1970, посмертно)          |
| Полковник                  | Александр Гертель (1970, посмертно)           |
| Полковник                  | Адам Эплер (1970, посмертно)                  |
| Полковник                  | Николай Лапицкий                              |
| Полковник                  | Стефан Коссецкий                              |
| Генерал бригады            | Людвик Кмичиц-Скшинский                       |
| IV степень — 252 кавалера  |                                               |
| V степень — 5889 кавалеров |                                               |
|                            | Игнаций Ян Падеревский (1941, посмертно)      |
|                            | Ежи Иванов-Шайнович (посмертно)               |
| Фельдмаршал                | Арчибальд Уэйвелл (1941)                      |
| Генерал-лейтенант          | Лесли Морсхед (1941)                          |
| Капитан                    | Джон Александр Кент (1941)                    |
| Фельдмаршал                | Клод Окинлек (16 мая 1942)                    |
| Генерал                    | Нил Ричи (16 мая 1942)                        |
| Генерал-лейтенант          | Рональд Скуби (1943)                          |
| Генерал-лейтенант          | Оливер Лиз (23 июля 1944)                     |
| Фельдмаршал                | Бернард Монтгомери (31 октября 1944)          |
| Фельдмаршал                | Харольд Александер (5 декабря 1944)           |
| Фельдмаршал                | Генри Мейтленд Вильсон (1944)                 |
| Генерал                    | Харри Крирар (1944)                           |
|                            | 1 гражданин Новой Зеландии                    |
|                            | 19 других граждан Британской империи          |
| Бригадный генерал          | Жак Шабан-Дельмас                             |
| Маршал Франции             | Альфонс Жюэн                                  |
|                            | 25 других граждан Франции                     |
| Генерал армии              | Дуайт Эйзенхауэр (16 декабря 1944)            |
| Генерал                    | Уолтер Беделл Смит (16 декабря 1944)          |
| Генерал                    | Марк Уэйн Кларк (6 января 1945)               |
| Генерал                    | Альфред Грюнтер (6 января 1945)               |
| Генерал армии              | Дуглас Макартур                               |
| Генерал                    | Джейкоб Диверс                                |
|                            | 10 других граждан США                         |
| Генерал особого класса     | Чан Кайши (10 марта 1943)                     |
| Генерал-майор              | Карл Густав Флейшер (1941)                    |
|                            | Лоне Могенсен (1945, посмертно)               |
| Сержант                    | Йозеф Франтишек (1940)                        |
| Майор                      | Артеми Аронишидзе (1939)                      |
|                            | 11 других иностранцев                         |
| Всего — 6160 кавалеров     |                                               |

| Звание                                 | Имя кавалера ордена                               |
| I степень — 13 кавалеров               | I степень — 13 кавалеров                          |
| -------------------------------------- | ------------------------------------------------- |
| Маршал Польши                          | Михал Роля-Жимерский (1945)                       |
| Маршал Советского Союза                | Иван Конев (1945)                                 |
| Маршал Советского Союза                | Георгий Жуков (1945)                              |
| Маршал Советского Союза, Маршал Польши | Константин Рокоссовский (1945)                    |
| Генерал армии                          | Алексей Антонов (1945)                            |
| Маршал Советского Союза                | Николай Булганин (1945)                           |
| Маршал Советского Союза                | Александр Василевский (1945)                      |
| Фельдмаршал                            | Бернард Монтгомери (1945)                         |
| Маршал Югославии                       | Иосип Броз Тито (1945)                            |
| Генерал армии                          | Людвик Свобода (1945)                             |
| Генерал-полковник, Генерал брони       | Кароль Сверчевский (1947, посмертно)              |
| Маршал Советского Союза                | Андрей Гречко (1973)                              |
| Маршал Советского Союза                | Леонид Брежнев (21 июля 1974, лишён 10 июля 1990) |
| II степень — 19 кавалеров              |                                                   |
| Генерал армии, Генерал армии           | Станислав Поплавский (1945)                       |
| Генерал-полковник, Генерал брони       | Кароль Сверчевский (1945)                         |
| Майор                                  | Хенрик Сухарски (1971, посмертно)                 |
| Генерал дивизии                        | Тадеуш Кутшеба (1982, посмертно)                  |
| Маршал Франции                         | Жан Мари де Латр де Тассиньи                      |
| Маршал Франции                         | Мари Пьер Кёниг                                   |
| Маршал Франции                         | Филипп Мари Леклерк                               |
| Генерал                                | Джозеф Тэггэрт Макнерни                           |
| Маршал Советского Союза                | Пётр Кошевой                                      |
| Маршал инженерных войск                | Алексей Прошляков                                 |
| Маршал авиации                         | Сергей Руденко                                    |
| Генерал армии                          | Павел Батов                                       |
| Генерал армии                          | Александр Горбатов                                |
| Генерал армии                          | Иосиф Гусаковский                                 |
| Генерал армии                          | Павел Курочкин                                    |
| Генерал армии                          | Дмитрий Лелюшенко                                 |
| Генерал-лейтенант                      | Константин Телегин                                |
| Генерал-полковник                      | Кузьма Трубников                                  |
| Генерал армии                          | Алексей Жадов                                     |
| III степень — 57 кавалеров             |                                                   |
| Генерал-лейтенант, Генерал дивизии     | Болеслав Кеневич                                  |
| Генерал-полковник, Генерал брони       | Владислав Корчиц                                  |
| Маршал Польши                          | Мариан Спыхальский                                |
| Генерал дивизии                        | Александр Завадский                               |
| Генерал-лейтенант, Генерал дивизии     | Александр Модзелевский                            |
| Генерал-лейтенант, Генерал дивизии     | Иосиф Кимбар                                      |
|                                        | 30 офицеров Советской армии                       |
|                                        | 22 офицера других иностранных армий               |
| IV степень — 289 кавалеров             |                                                   |
| V степень — 4851 кавалер               |                                                   |
| Всего — 5229 кавалеров                 |                                                   |

## Коллективные награждения
Вторая Речь Посполитая и Правительство Польши в изгнании
| Города, награждённые серебряным крестом ордена Virtuti Militari | Города, награждённые серебряным крестом ордена Virtuti Militari | Города, награждённые серебряным крестом ордена Virtuti Militari | Города, награждённые серебряным крестом ордена Virtuti Militari | Города, награждённые серебряным крестом ордена Virtuti Militari |
| --------------------------------------------------------------- | --------------------------------------------------------------- | --------------------------------------------------------------- | --------------------------------------------------------------- | --------------------------------------------------------------- |
|                                                                 |                                                                 |                                                                 |                                                                 |                                                                 |
| Львов (22 ноября 1920)                                          | Плоцк (10 апреля 1921)                                          | Варшава (9 ноября 1939)                                         | Верден (6 февраля 1921)                                         |                                                                 |

Приказом премьер-министра Правительства Польши в изгнании генерала брони Владислава Сикорского от 9 ноября 1939 года на герб Варшавы добавлен серебряный крест ордена Virtuti Militari с лавровыми ветвями и лентой с латинским девизом «Semper invicta (Всегда непобедима)».
|                                                                                     |                                             |                                                                            |
| Могила неизвестного солдата на Арлингтонском национальном кладбище (11 ноября 1921) | Могила неизвестного солдата в Париже (1922) | Могила неизвестного солдата в Парке Кароля I в Бухаресте (межвоенные годы) |

Соединения Войска Польского, награждённые серебряным крестом ордена Virtuti Militari:
- 1-й пехотный полк Легионов[пол.];
- 5-й пехотный полк Легионов[пол.];
- 6-й пехотный полк Легионов[пол.];
- 15-й пехотный полк «Волки»[пол.];
- 22-й пехотный полк[пол.];
- 34-й пехотный полк[пол.];
- 35-й пехотный полк[пол.];
- 41-й Сувалкский пехотный полк[пол.];
- 55-й Познанский пехотный полк[пол.];
- 56-й Великопольский пехотный полк[пол.];
- 57-й Великопольский пехотный полк[пол.];
- 58-й Великопольский пехотный полк[пол.];
- 81-й Гродненский полк стрельцов[пол.];
- 85-й Виленский полк стрельцов[пол.];
- 86-й пехотный полк[пол.];
- 14-й сапёрный батальон[пол.];
- 1-й шеволежерский полк[пол.];
- 1-й Креховичский уланский полк[пол.];
- 7-й Люблинский уланский полк[пол.];
- 14-й Язловецкий уланский полк[пол.];
- 15-й Познанский уланский полк[пол.];
- Байоннская пехотная дивизия[пол.] Французского Иностранного легиона;
- Женское отделение Польской военной организации;
- 12 артиллерийских батарей и дивизионов .

11 ноября 1976 года президент Польши в изгнании Станислав Островский посмертно наградил орденом Virtuti Militari №14384 польских военнослужащих, расстрелянных в Катынском лесу и других, неизвестных в то время, местах в СССР. Крест ордена был повешен на Катынский памятник в Лондоне.
Польская Народная Республика
Соединения Народного Войска Польского, награждённые золотым крестом ордена Virtuti Militari:
- 1-я польская пехотная дивизия имени Тадеуша Костюшко;
- Эсминец типа «Гром» «Błyskawica (Молния)» (28 июня 1987).

Соединения Народного Войска Польского, награждённые серебряным крестом ордена Virtuti Militari:
- 6-я Поморская пехотная дивизия[пол.];
- 5-й Колобжегский пехотный полк[пол.];
- 7-й Колобжегский пехотный полк[пол.];
- 8-й Быдгощский пехотный полк[пол.];
- 9-й Заодерский пехотный полк[пол.];
- 12-й Колобжегский пехотный полк[пол.];
- 16-й Колобжегский пехотный полк[пол.];
- 16-й Колобжегский пехотный полк[пол.];
- 24-й Дрезденский самоходный артиллерийский полк[пол.];
- 27-й Судетский самоходный артиллерийский полк[пол.];
- 27-й Саский самоходный артиллерийский полк[пол.];
- 2-й Судетский танковый полк[пол.];
- 4-й Поморский танковый полк[пол.];
- 6-й Дрезденский танковый полк[пол.];
- 9-й Дновско-Лужицкий танковый полк[пол.] (бывшая 16-я Дновско-Лужицкая танковая бригада);
- 1-й истребительный авиационный полк «Варшава»;
- 2-й ночной бомбардировочный авиационный полк «Краков»[пол.];
- 3-й штурмовой авиационный полк[пол.];
- 1-й Берлинский сапёрный батальон[пол.];
- 2-й сапёрный батальон[пол.];
- 8-й Колобжегский сапёрный батальон[пол.];
- 9-й Колобжегский сапёрный батальон[пол.];
- 13-й Колобжегский сапёрный батальон[пол.];
- 1-й Колобжегский автомобильный батальон;
- 2-й Колобжегский автомобильный батальон.

За участие в обороне польской почты в Гданьске решением Крайовой Рады Народовой от 31 октября 1946 года серебряным крестом ордена Virtuti Militari награждён профсоюз почтового учреждения «Гданьск-1», ставший единственной гражданской организацией, награждённой орденом Virtuti Militari.
В 1969 году серебряным крестом ордена Virtuti Militari награждён военный порт в городе Хель.

## Лишённые ордена
10 июля 1990 года президент Польши Войцех Ярузельский отменил постановление Государственного совета ПНР от 21 июля 1974 года о награждении Генерального секретаря ЦК КПСС Леонида Брежнева большим крестом ордена Virtuti Militari.
2 августа 1995 года президент Польши Лех Валенса отменил постановление Крайовой Рады Народовой от 24 апреля 1946 года о награждении будущего председателя КГБ Ивана Серова золотым крестом ордена Virtuti Militari.
26 июля 2006 года президент Польши Лех Качиньский отменил приказ главнокомандующего Народного Войска Польского от 3 августа 1945 года о награждении майора Главного управления информации Войска Польского Винцента Романовского серебряным крестом ордена Virtuti Militari.